# T. J. Hart
T. J. Hart est une actrice américaine spécialisée dans les films érotiques et pornographiques.

## Filmographie sélective

### Films érotiques
- 2002 : Hotel Erotica (série télévisée) : Christina
- 2002 : The Best Sex Ever (série télévisée) : Rita
- 2002 : Wicked Temptations : Laura Lydekker
- 2004 : Another Woman's Eyes : l'infirmière
- 2004 : Naked Temptations (téléfilm) : Stacy
- 2006 : Crooked : Judy (créditée comme Amy Damkroger)
- 2005-2006 : Sex Games Vegas (série télévisée) : Ginger

### Films pornographiques
- 1995 : Dirty Little Sex Brats 5
- 1997 : Bathroom Babes
- 1997 : Desiree'
- 1998 : Fuck You Ass Whores 1
- 1998 : Bi Popular Demand
- 1998 : Pirate 12: Hells Belles
- 1999 : A Girl's Affair 38
- 1999 : True Anal Stories 4
- 1999 : I Love Lesbians 7
- 2000 : No Man's Land 32
- 2000 : A Girl's Affair 47
- 2000 : Working Girl
- 2001 Mile Bi Club
- 2001 : Ass Backwards
- 2002 : The Confused Bisexual
- 2002 : The Devinn Lane Show 2: Less Talk More Action
- 2003 : City of Sin
- 2003 : Deep Inside Monica Mayhem
- 2004 : Pink Slip
- 2004 : The Private Life of Kate More
- 2005 : Glamazon
- 2005 : Ass Fanatics 2
- 2006 : Bondage Babes
- 2006 : Guide to Strap-On Sex
- 2007 : Big Tit MILFS
- 2007 : Playgirl: Like Lovers Do
- 2008 : Rock N Porn
- 2008 : Invasion of the MILFs: High Score
- 2009 : B.I. Boot Camp
- 2010 : Wife Switch 9